# Geoffrey Wilkinson
Sir Geoffrey Wilkinson (Todmorden, Anglaterra, 1921 - Londres, 1996) fou un químic i professor universitari anglès guardonat amb el Premi Nobel de Química l'any 1973.

## Biografia
Va néixer el 14 de juliol de 1921 a la població de Todmorden, situada al comtat de Yorkshire. Va estudiar química a la Universitat de Londres, on es graduà el 1941, i on el 1955 fou nomenat professor de química inorgànica.
L'any 1976 va ser fet Cavaller per part de la reina Elisabet II del Regne Unit. Wilkinson morí el 26 de setembre de 1996 a la seva residència de Londres.

## Recerca científica
El 1942 el professor Friedriech A. Paneth reclutava químics joves per al projecte de l'energia nuclear. Wilkinson va entrar en la selecció i fou enviat al Canadà, on va romandre als Laboratoris de Chalk River a Mont-real fins al 1946. Posteriorment va treballar al costat de Glenn T. Seaborg a la Universitat de Berkeley a Califòrnia, realitzant estudis de taxonomia nuclear, i després fou nomenat professor associat a l'Institut Tecnològic de Massachusetts on va iniciar la seva recerca sobre els compostos organometàl·lics dels metalls de transició com el monòxid de carboni i els alquens. Mitjançant la utilització d'espectres de difracció de raigs X va aconseguir trobar la constitució d'aquests compostos, demostrant com aquests contenien un àtom de ferro tancat entre dos anells de ciclopentandiè paral·lels, avui dia anomenats ferrocè.
Durant la seva curta estada a la Universitat Harvard va realitzar investigacions sobre les funcions de l'excitació dels protons en cobalt.
El 1973 fou guardonat amb el Premi Nobel de Química, juntament amb el químic alemany Ernst Otto Fischer, pels seus treballs sobre compostos organometàl·lics.